# Supercoppa polacca 2008 (pallavolo femminile)
La Supercoppa polacca di pallavolo femminile 2008 si è svolta nel 2008: al torneo hanno partecipato due squadre di club polacche e la vittoria finale è andata per la prima volta al Pilskie Towarzystwo Piłki Siatkowej.

## Regolamento
Le squadre hanno disputato una gara unica.

## Squadre partecipanti
| Squadra     | Qualificazione                           | Ultima partecipazione   |
| ----------- | ---------------------------------------- | ----------------------- |
| Muszynianka | Vincitrice Liga Siatkówki Kobiet 2007-08 | Supercoppa polacca 2006 |
| PTPS        | Vincitrice Coppa di Polonia 2007-08      | Debutto                 |

## Torneo
| 2008 ?, ? Durata: ? - Spettatori: ? | Muszynianka | 2 - 3 | PTPS | 16-25, 25-19, 13-25, 25-18, 7-15 |